# Peter Jørgensen (lingvist)
Peter Jørgensen, född 12 september 1899, död 19 november 1970, var en dansk språkforskare.
Peter Jørgensen blev universitetslektor i tyska vid Köpenhamns universitet 1939 och docent där 1944. Han behandlade i en rad arbeten danska, lågtyska och frisiska frågor, bland annat i Über die Herkunft der Nordfriesen (1946). I Danmarks gamle Landskabslove, 4 (1945) utgav han den lågtyska översättningen av Jydske Lov.